# Łubnice (gemeente in powiat Wieruszowski)
De gemeente Łubnice is een landgemeente in het Poolse woiwodschap Łódź, in powiat Wieruszowski.
De zetel van de gemeente is in Łubnice.
Op 30 juni 2004 telde de gemeente 4160 inwoners.

## Oppervlakte gegevens
In 2002 bedroeg de totale oppervlakte van gemeente Łubnice 60,9 km², waarvan:
- agrarisch gebied: 87%
- bossen: 10%

De gemeente beslaat 10,57% van de totale oppervlakte van de powiat.

## Demografie
Stand op 30 juni 2004:
| Omschrijving                   | Totaal | Totaal | Vrouwen | Vrouwen | Mannen | Mannen |
| ------------------------------ | ------ | ------ | ------- | ------- | ------ | ------ |
| eenheid                        | aantal | %      | aantal  | %       | aantal | %      |
| inwoners                       | 4160   | 100    | 2085    | 50,1    | 2075   | 49,9   |
| bevolkingsdichtheid (inw./km²) | 68,3   | 68,3   | 34,2    | 34,2    | 34,1   | 34,1   |

In 2002 bedroeg het gemiddelde inkomen per inwoner 1331,31 zł.

## Administratieve plaatsen (sołectwo)
Andrzejów, Dzietrzkowice, Kolonia Dzietrzkowice, Ludwinów, Łubnice, Wójcin.

## Aangrenzende gemeenten
Biała, Bolesławiec, Byczyna, Czastary, Gorzów Śląski, Skomlin